# Juan Franz Pari
Juan Franz Pari Mamani (La Paz, Bolivia; 30 de junio de 1990) fue el jefe de operaciones de la agencia del Banco Unión en el municipio de Batallas en la provincia Los Andes del departamento de La Paz. Actualmente se encuentra con detención preventiva en el cárcel de Chonchocoro desde el 26 de septiembre de 2017. Juan Pari junto a todo su entorno, ha logrado convertirse en uno de los más grandes desfalcadores en la historia financiera de Bolivia. De manera sistemática, logró burlar y evadir la seguridad del sistema financiero del estatal Banco Unión (el cual es uno de los más grandes bancos del país) y sustrajo alrededor de 37,6 millones, acción nunca antes vista y sin precedente en la historia moderna del país.

## Biografía
Ingresó a trabajar al Banco Unión como cajero el 2 de diciembre de 2011 sin tener un título profesional. El 1 de enero de 2014 fue ascendido al cargo de Jefe de Operaciones de la agencia del Banco Unión, convirtiéndose en el Jefe de Operaciones más joven en ocupar ese cargo en el municipio de Viacha donde trabajó hasta el 31 de marzo de 2015. Posteriormente el 1 de abril de 2015 fue destinado a trabajar al municipio de Batallas como jefe de operaciones en dicho municipio donde estuvo hasta el 31 de agosto de 2016. Finalmente el 1 de septiembre de 2016, Juan Pari estuvo en Achacachi y el 1 de diciembre de ese año volvió nuevamente a Batallas. Luego de trabajar en el Banco Unión por casi 6 años, Pari pide su retiro voluntario el 4 de agosto de 2017 y el 18 de agosto cobra su finiquito de 81 000 bolivianos como finiquito.
En febrero de 2017 crea junto a sus socios la empresa Saltcom srl. Haciendo una inversión muy alta con el propósito de diversificar los modos de lavado de dinero 
En junio de 2017 Juan Pari invierte en la creación de un canal de Televisión junto a su socio Miguel Ángel Antezana, conocido personaje esotérico en la ciudad de La Paz 
Juan Pari conocido por fiestas llenos de despilfarro, bellas mujeres y alcohol, le gustaba la vida nocturna y amante de vehículos de Alta Gama.